# Celibat
El celibat (del llatí cælibatus) és l'estat d'una persona que no és casada, especialment per motius religiosos. En el budisme i en el cristianisme el celibat és un mode de vida per algunes persones.

## El terme
Les paraules abstinència sexual i celibat sovint es confonen però tenen significats diferents. L'abstinència sexual, també coneguda com la continència, es refereix a abstenir-se de tota activitat sexual, sovint durant un període limitat de temps. El celibat és un comportament sovint motivat per factors com les creences personals o religioses d'una persona. Per a Gabrielle Brown «l'abstinència és una resposta a l'exterior del que està passant, i el celibat és una resposta des de l'interior». D'acord amb aquesta definició, el celibat és alguna cosa més que no tenir relacions sexuals. És més intencional que l'abstinència i el seu objectiu és el creixement personal. Aquesta perspectiva sobre el celibat és compartida per diversos autors, entre ells Elizabeth Abbott, Wendy Keller i Wendy Shalit.

## Al judaisme i l'islam
A banda d'hinduistes i grecs, són escassos els pobles que li donessin valor al celibat i, com va passar amb el judaisme bíblic, aquest era vist més com una maledicció divina. Per exemple, en el vot de Jefté, la seva filla, que havia de ser sacrificada segons la promesa del seu pare, no plora per la seva mort, sinó perquè morirà verge. Poblar la terra s'estableix com un mandat diví tal com està expressat a el Gènesi i fins i tot abans del pecat de l'home, «Déu els beneeix i els va dir: “Sigueu fecunds i multipliqueu-vos, ompliu la terra”».7 Dit manament és reiterat després del relat del Diluvi universal: «Sigueu fecunds i multipliqueu-vos i ompliu la terra».8 El deure bíblic de procrear-se s'expressa a Sara, la qual diu de si mateixa que «Déu m'ha impedit tenir fills» i per complir amb el manament aquesta dóna al seu marit a la seva esclava Agar: «Uneix-te a la meva esclava, de sobte tindràs fills».9 Després les dues esposes de Jacob amb les seves respectives esclaves comencen una autèntica competència de procreació per donar descendents al seu marit de la qual cosa naixerien les dotze tribus d'Israel.10 diàleg entre Raquel i el seu marit qui li reclama «doneu-me fills o si no em moro».11 Altres personatges bíblics tindrien caràcter similar: ja en les albors del cristianisme, una de les figures més significatives és Isabel, esposa del sacerdot Zacaries, a qui se li concedeix un fill en la seva vellesa, allò que Lluc l'Evangelista presenta com que «el Senyor li havia fet misericòrdia».12

## En el cristianisme
Celibat i virginitat arrelaren en el cristianisme des del principi. El primer tractament canònic es dona al concili provincial d'Elvira, el 306. Als dos segles següents tres papes establiren successivament les primeres lleis, les quals portaren a la prohibició d'ordenar homes casats, el que rep el nom de celibat sacerdotal. El Codi de Dret Canònic del 1983 manté aquesta prohibició, però admet la possibilitat d'ordenar diaques homes casats en el cas del diaconat permanent. No només els sacerdots catòlics viuen cèlibes, sinó que és una opció de vida que decideixen portar també laics i persones d'ordres religosos que independentment de l'ordenació fan un vot particular anomenat de castedat.
Les esglésies orientals han mantingut una disciplina diferent: en el Concili de Trullo del 692, hom establí que sacerdots i diaques poden casar-se abans d'ésser ordenats, no ja després; els bisbes, per altra part, han d'ésser cèlibes. Les esglésies reformades no s'oposen al matrimoni dels eclesiàstics. El celibat s'estén també als ordes religiosos que independentment de l'ordenació formulen un vot particular.

## En el budisme
En el budisme el celibat va lligat a l'ideal de deslliurar-se de les passions per assolir el nirvana.